# Episodi di Game On

## Episodi

### Stagione unica (2013)
| Numero | Titolo originale                                 | Titolo italiano      | Trasmissione originale | Trasmissione italiana |
| ------ | ------------------------------------------------ | -------------------- | ---------------------- | --------------------- |
| 1      | This Isn't a Game                                | Episodio 1           | 2013                   | 6 aprile 2013         |
| 2      | Do What You Know                                 | Episodio 2           | 2013                   | 2013                  |
| 3      | Respect Is Earned                                | Episodio 3           | 2013                   | 2013                  |
| 4      | Man of Your Word                                 | Episodio 4           | 2013                   | 2013                  |
| 5      | See the Best in People                           | Episodio 5           | 2013                   | 2013                  |
| 6      | You Can't Make People Be Who You Want Them to Be | Episodio 6           | 2013                   | 2013                  |
| 7      | You Can't Win Unless You Get Off the Bench       | Episodio 7           | 2013                   | 2013                  |
| 8      | What Doesn't Kill Us Makes Us Stronger           | Episodio 8           | 2013                   | 2013                  |
| 9      | Think Outside the Box                            | Episodio 9           | 2013                   | 2013                  |
| 10     | It's Always Darkest Before the Dawn              | Episodio 10          | 2013                   | 2013                  |
| 11     | Don't Let People Underestimate You               | Episodio 11          | 2013                   | 2013                  |
| 12     | There Is No I in Team                            | Episodio 12          | 2013                   | 2013                  |
| 13     | Be True to You                                   | Episodio 13          | 2013                   | 2013                  |
| 14     | Home Is Where the Heart Is                       | Episodio 14          | 2013                   | 2013                  |
| 15     | Keep Your Eye on the Ball                        | Episodio 15          | 2013                   | 2013                  |
| 16     | Walk in Someone Else's Shoes                     | Episodio 16          | 2013                   | 2013                  |
| 17     | The Escape                                       | Episodio 17          | 2013                   | 2013                  |
| 18     | Be Nice                                          | Episodio 18          | 2013                   | 2013                  |
| 19     | Eyes Wide Open                                   | Episodio 19          | 2013                   | 2013                  |
| 20     | The Muse                                         | Episodio 20          | 2013                   | 2013                  |
| 21     | Rivalry Gets the Heart Pumping                   | Episodio 21          | 2013                   | 2013                  |
| 22     | Turning Lemons Into Lemonade                     | Episodio 22          | 2013                   | 2013                  |
| 23     | Life's Not Always a Party                        | Episodio 23          | 2013                   | 2013                  |
| 24     | Knowledge Is Power                               | Episodio 24          | 2013                   | 2013                  |
| 25     | Hard WorkPays Off                                | Episodio 25          | 2013                   | 2013                  |
| 26     | The Game's Not Over, Till It's Over              | Episodio 26 (Finale) | 2013                   | 2013                  |